# Askberedare

Kvarn med metallbollar

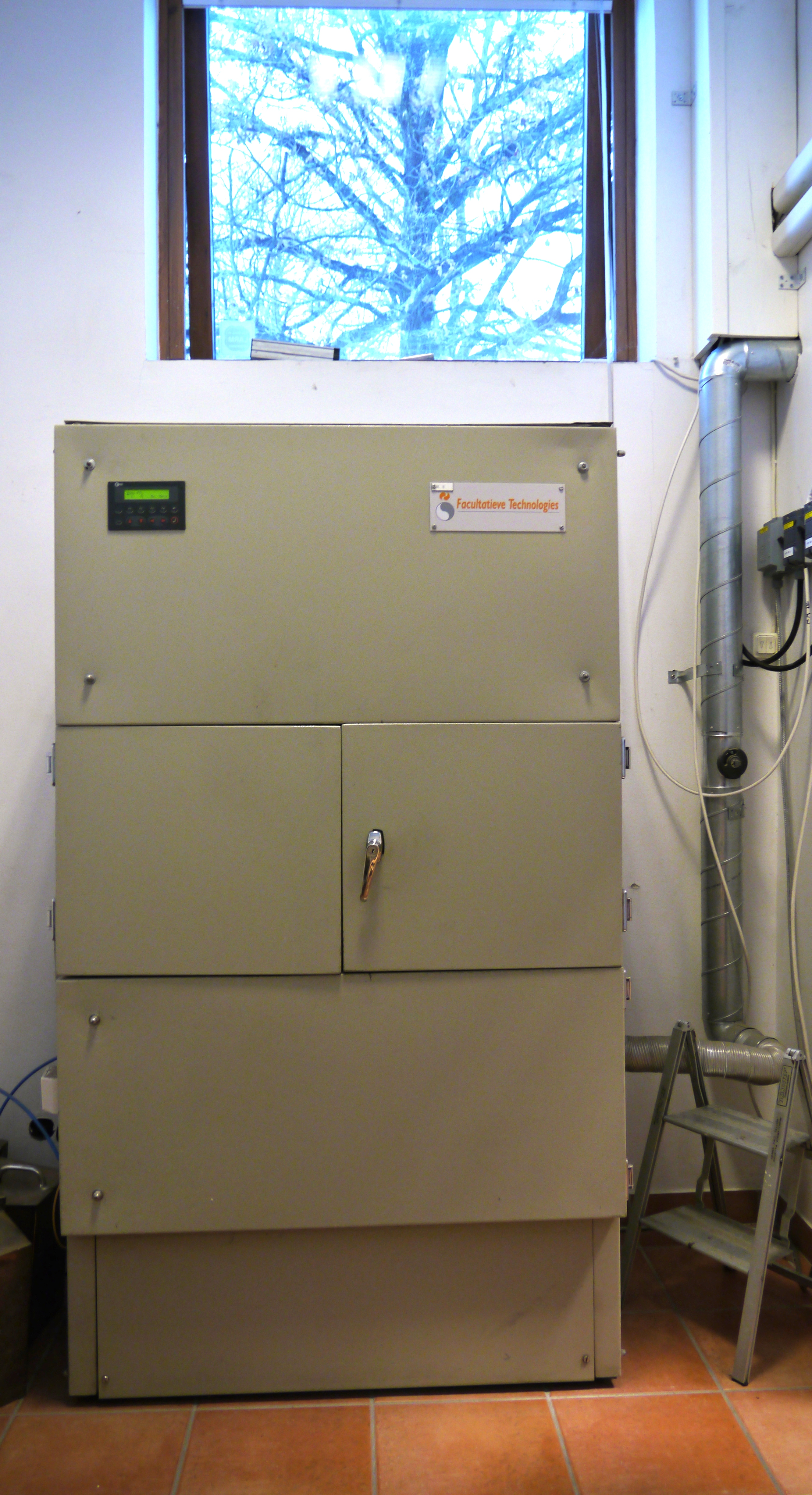
Hammarkvarn på ett stort krematorium

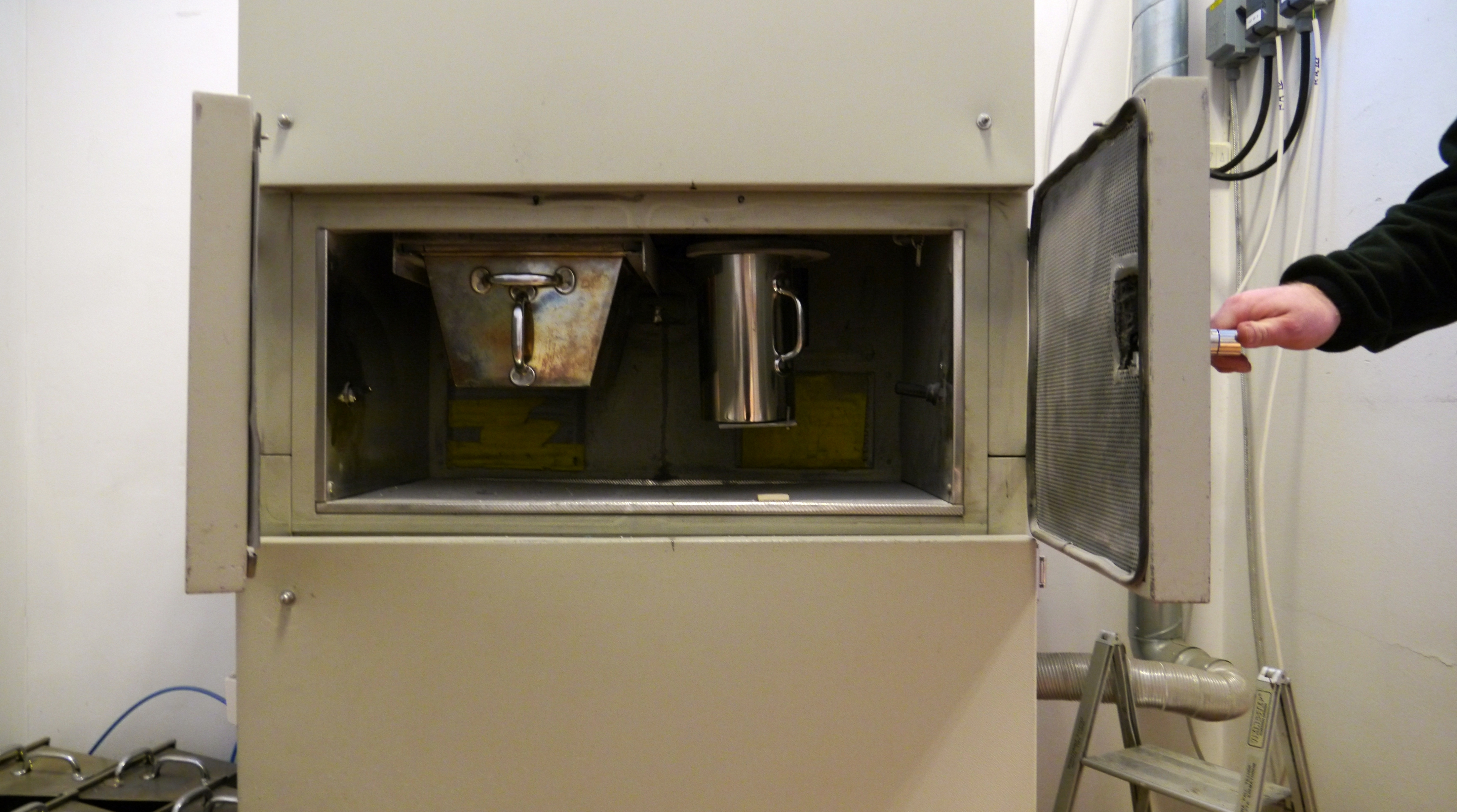
Grovfördelade benrester tas in i den vänstra behållaren och kommer ut som benfraktion i den högra

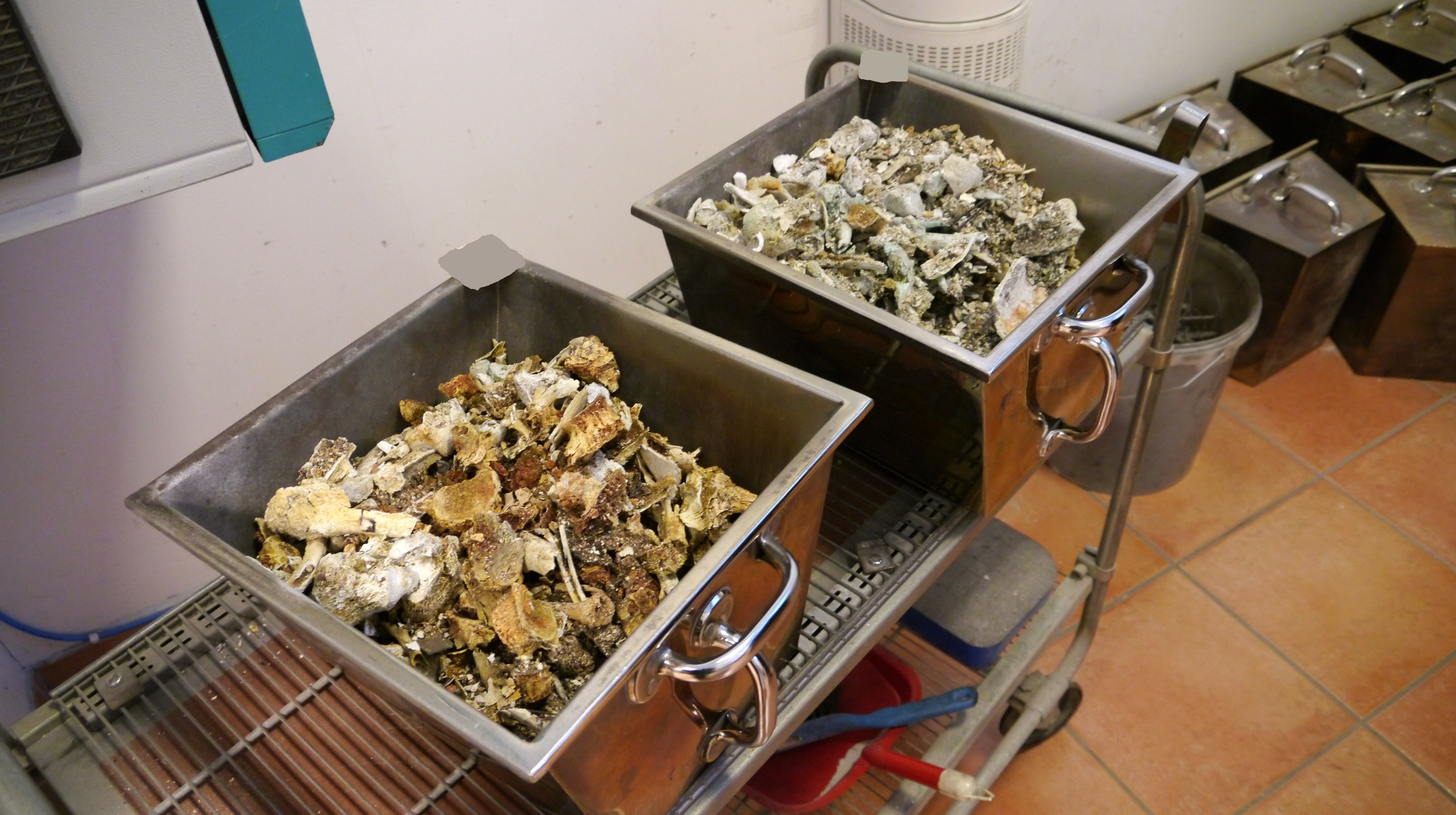
Kvarlämnor på avkylning eftar att ha varit upphettade till 1000 grader

Askberedare har blivit ett samlingsnamn för olika kvarnar som används på krematorier och på tidigare likbränningsanstalter för att mala det kalcinerade skelettet. Det finns olika typer av dessa kvarnar som använder olika tekniker såsom metallkulor, metallvajrar eller tröskverk som gör att skelett- och kraniedelar går att få ner i en urna. Kulkvarn är den vanligaste modellen i Sverige och tidsåtgången i den är ungefär 20 minuter. På stora krematorier med stor arbetsbelastning finns nyare modeller där processen tar tre till fem minuter och med ett buller på max 55 decibel. Maskineriet i dem bygger på kedjor som drar runt ett antal hammare.
Gemensamt för de olika modellerna är att man sätter in metallbehållaren med skelett- och kraniedelar, som fått svalna, i ett utrymme i kvarnen. Malningen sker i ett slutet utrymme i själva kvarnen för att det inte skall damma och att operatören inte skall ha direktkontakt med damm eller fraktioner under malningens gång.
Efter avslutad process förs benfraktionerna direkt över till en urna inuti maskinen. Urnan används för nedsättning i grav eller minneslund. Den eldfasta identifieringsbrickan som följer med kvarlevorna genom hela kalcineringsprocessen, för att eliminera risken för förväxling, följer även med urnan utom i de fall där benfraktionerna skall spridas i minneslund, eftersom denna begravningsform skall vara anonym.
Fraktionen, som man vanligtvis kallar för aska eller stoft, fortsätter att vara en jordartsmetall[källa behövs] efter kalcinering och malning. Diametern är 0,06 – 2,5 mm och påminner om grovsand. Den egentliga askan har tidigare flugit iväg som flygaska tillsammans med gaserna som bildas under själva kalcineringen.[källa behövs]